# Cristalli sognanti
Cristalli sognanti (The Dreaming Jewels) è un romanzo di fantascienza di Theodore Sturgeon del 1950.

## Trama
(Theodore Sturgeon)
Si narra la storia di Horty, che a 8 anni fugge dalla casa dei genitori adottivi, dopo una furiosa lite con il patrigno, che gli ha causato la perdita di tre dita della mano sinistra.
Viene accolto clandestinamente presso il luna park di Pierre Monetre, un ex medico che cova un grande odio per l'umanità e nutre una forte ossessione verso una forma di vita aliena dotata di grandi poteri: i cristalli. Essi sono in grado di duplicare e creare la vita, e sono suscettibili agli ordini mentali. Monetre da tempo esegue esperimenti mentali su di essi, cercando di forzarli a creare un intermediario, un essere di forma umana che gli permetta di ordinare loro di distruggere il genere umano.
Zena, una nana del luna park che conosce le intenzioni di Monetre, intuendo la natura di Horty - è lui il "figlio" dei cristalli - lo traveste da nana e lo fa chiamare Hortense. Horty si scopre possedere poteri sovraumani di rigenerazione (gli ricrescono le dita della mano), ed è in grado di assumere in pochi giorni le sembianze di qualsiasi essere umano. 
Su ordine di Zena, che teme che Monetre possa scoprirlo, fugge dal luna park, e decide di vendicarsi del patrigno, il giudice Bluett. Horty scopre che Bluett da tempo cerca di ricattare Kay, una ragazza del paese, sua amica di infanzia, per ottenere favori sessuali. La ragazza, infatti, sta per ereditare dai genitori morti, e il giudice potrebbe farle bloccare l'esecuzione testamentaria. 
Horty riesce intelligentemente a salvare la ragazza dalle molestie del vecchio patrigno e a vendicarsene moralmente. Ma il fatto mette in moto rapide vicende che portano al suo smascheramento da parte di Monetre.
Nel rutilante finale Horty riesce a uccidere Monetre, con il potere dei cristalli, non senza il sacrificio di Zena.

## Edizioni
- (EN) Theodore Sturgeon, The Dreaming Jewels, Greenberg, 1950,  p. 217.
- Theodore Sturgeon, Cristalli sognanti, traduzione di Tom Arno, Urania n° 11, Arnoldo Mondadori Editore, 1953,  p. 160.
- Theodore Sturgeon, Cristalli sognanti, traduzione di Tom Arno, I Capolavori di Urania n° 321 bis, Arnoldo Mondadori Editore, 1963,  p. 192.
- Theodore Sturgeon, Cristalli sognanti, traduzione di Ugo Malaguti, I Classici della Fantascienza n° 10, Libra Editrice, 1973,  p. 239.
- Theodore Sturgeon, Cristalli sognanti, traduzione di Ugo Malaguti, Cosmo Oro n° 62, Editrice Nord, 1984,  p. 210.
- Theodore Sturgeon, Cristalli sognanti, traduzione di Gian Pietro Calasso, collana gli Adelphi n° 117, Adelphi, 1997,  p. 187, ISBN 978-88-459-1323-5.
- Theodore Sturgeon, Cristalli sognanti, traduzione di Gian Pietro Calasso, Urania Collezione n° 28, Arnoldo Mondadori Editore, 2005,  p. 210, ISSN 17216427 (WC · ACNP).